# Rokitki (powiat tczewski)
Rokitki (kaszub. Rokitki, niem. Rokittken) – wieś kociewska w Polsce położona w województwie pomorskim, w powiecie tczewskim, w gminie Tczew na zachód od Tczewa nad Kanałem Młyńskim. Miejscowość leży przy linii kolejowej nr 203 Tczew – Kostrzyn. Transport publiczny jest obsługiwany przez prywatnego przewoźnika. W skład sołectwa wchodzi również miejscowość Małe Rokitki.
Wieś posiada 2127 mieszkańców.
Wieś była miejscem bitwy pod Tczewem rozegranej w dniach 17–18 sierpnia 1627 podczas wojny polsko-szwedzkiej (1626–1629). 
W latach 1975–1998 miejscowość należała administracyjnie do województwa gdańskiego.
Nazwa Rokitki wywodzi się od wierzby rokity porastającej podmokłe tereny, którymi otoczona była wieś.